# Културкампф
Културкампф је назив за борбу између Католичке цркве и Немачког царства током владавине цара Вилхелма I и канцелара Ота фон Бизмарка са папом Пијом IX. Назив је увео Рудолф Фирхов и ушла је у том облику у стране језике, а односи се на период од 1871. до 1878. године.
Настанак и јачање Немачке државе отежавала је подела на католике и протестанте. Средином деветнестог века осетан је био утицај Француске која је подржавала позицију Папске државе као резултат Француско-пруског рата. Борба за културу завршила се 1878. године смрћу папе Пија IX.
Појам је везан за настанак клерикализма као политичке позиције.